# Hendrik Michiel Martens

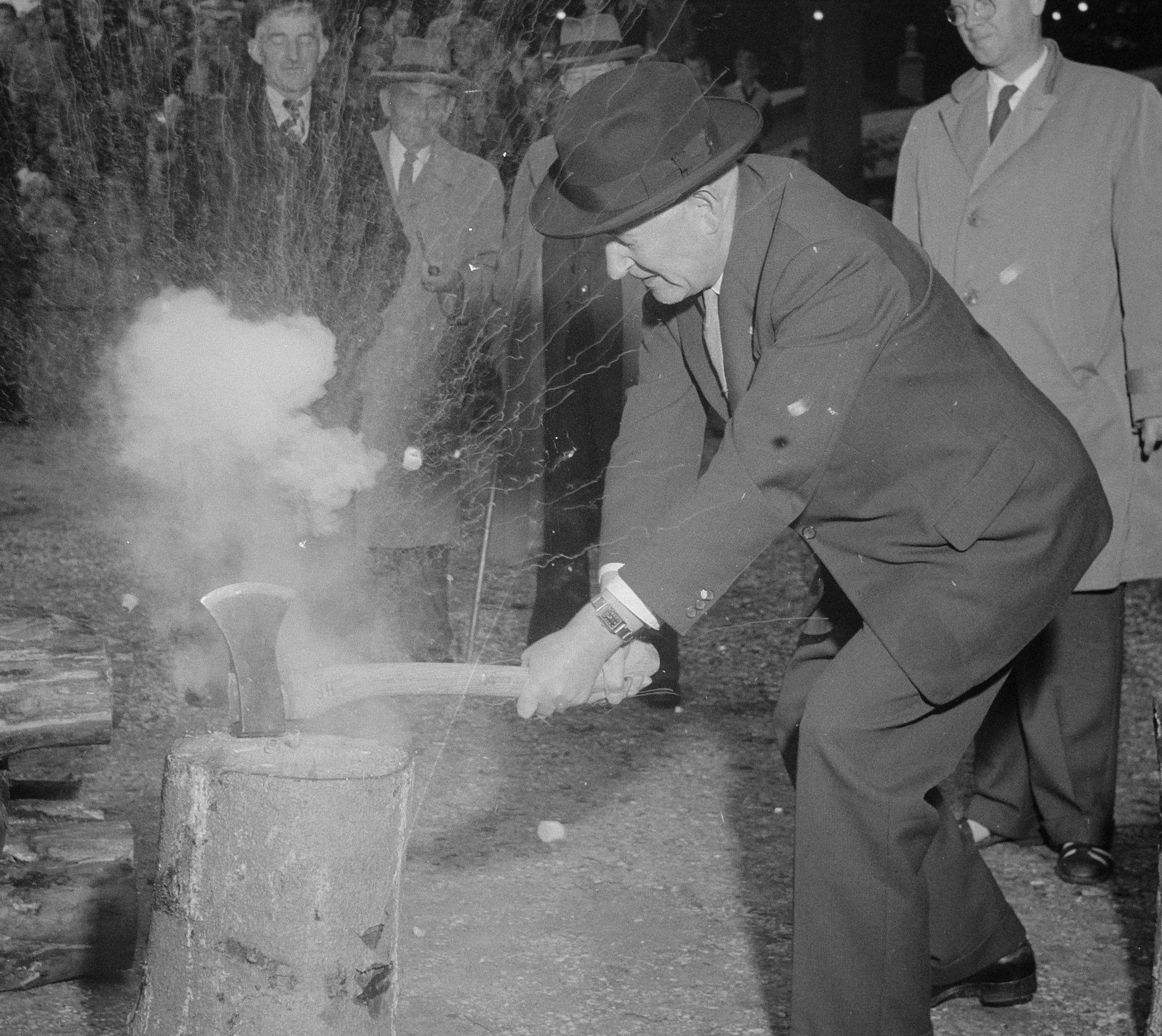
Burgemeester H.M. Martens geeft de openingsklap bij wedstrijd in hakken en houtzagen te Nunspeet (1957)

Hendrik Michiel Martens (Lemmer, 2 februari 1900 - Amersfoort, 4 maart 1977) was een Nederlands burgemeester.
Martens begon zijn ambtelijke carrière als volontair ter secretarie in Wonseradeel. Vervolgens was hij ambtenaar ter secretarie in Tietjerksteradeel en Wonseradeel en een aantal jaren adjunct-commies in Hilversum. Vertrok begin jaren twintig naar de gemeente Wymbritseradeel waar hij hoofdambtenaar (1922-1924) en secretaris (1924-1931) was, in 1931 werd hij er burgemeester. Hij had diverse nevenfuncties en was onder meer secretaris van de vereniging voor christelijk onderwijs, regent van het Old Burger Weeshuis en dijkgraaf.
Martens werd op 1 augustus 1938 geïnstalleerd als burgemeester van Ermelo. In november 1942 vroeg hij ontslag aan wat twee maanden later verleend werd en bovendien moest hij op last van de Duitsers de provincie Gelderland verlaten. In 1945 keerde Martens terug in zijn oude functie die hij behield tot hij in 1962 met pensioen ging. Hij was lid van de CHU.
- Virtual International Authority File: 1413150943136126760003
- WorldCat: E39PBJyGW4VxdB4JVYCWcVMHG3